# 1434 en santé et médecine
| Années de la santé et de la médecine : 1431 - 1432 - 1433 - 1434 - 1435 - 1436 - 1437    |
| Décennies de la santé et de la médecine : 1400 - 1410 - 1420 - 1430 - 1440 - 1450 - 1460 |

Cet article présente les faits marquants de l'année 1434 en santé et médecine.

## Événements
- 18 février : fondation par Richard de Bretagne de l'aumônerie Saint-Antoine de Clisson destinée aux soins des patients atteints du mal des ardents, et qui sera réunie à l'hôpital général en 1696[1].
- Fondation par Alphonse le Magnanime de l'université de Catane, en Sicile, dont la faculté de médecine ne s'ouvrira qu'en 1444[2].
- François de Versonnex, pharmacien, conseiller de la ville, fonde à Genève un hôpital pour les « pauvres honteux[3] ».
- Le concile de Bâle, après les synodes de Béziers (1246), Albi (1254), Vienne (1267) et Salamanque (1335), rappelle que le droit canonique interdit rigoureusement aux chrétiens de se faire soigner par un médecin juif, prohibition qui reste généralement ignorée[4].

## Publications
- Parution du « Livre d'O'Lees » (Book of O'Lees), traduction en irlandais du Tacuini aegritudinum, lui-même traduction latine d'un traité de médecine pratique du médecin arabe Ibn Jazla († 1100)[5],[6].
- Jean Rosenbusch, maître ès arts et en médecine, protonotaire de la ville de Munich, rédige un régime de santé (Regimen pro sanitate domini decani[7]).

## Décès
- Avant le 18 février : Jean Sanglier (né à une date inconnue), médecin de Louis II, comte de Poitiers et de Valentinois, et du roi Charles VII[7].
- 1433 ou 1434 : Jean Croze (né à une date inconnue), docteur en médecine, professeur à Paris, médecin de Marie de Sully, femme de Charles d'Albret, connétable de France[8].
- Entre 1416 et 1434 : Nardin de Aldobrandino de Bovateriis (né à une date inconnue), docteur en médecine, praticien à Florence, Prato, Avignon, médecin des papes Clément VII et Benoît XIII[7].